# Écorégion

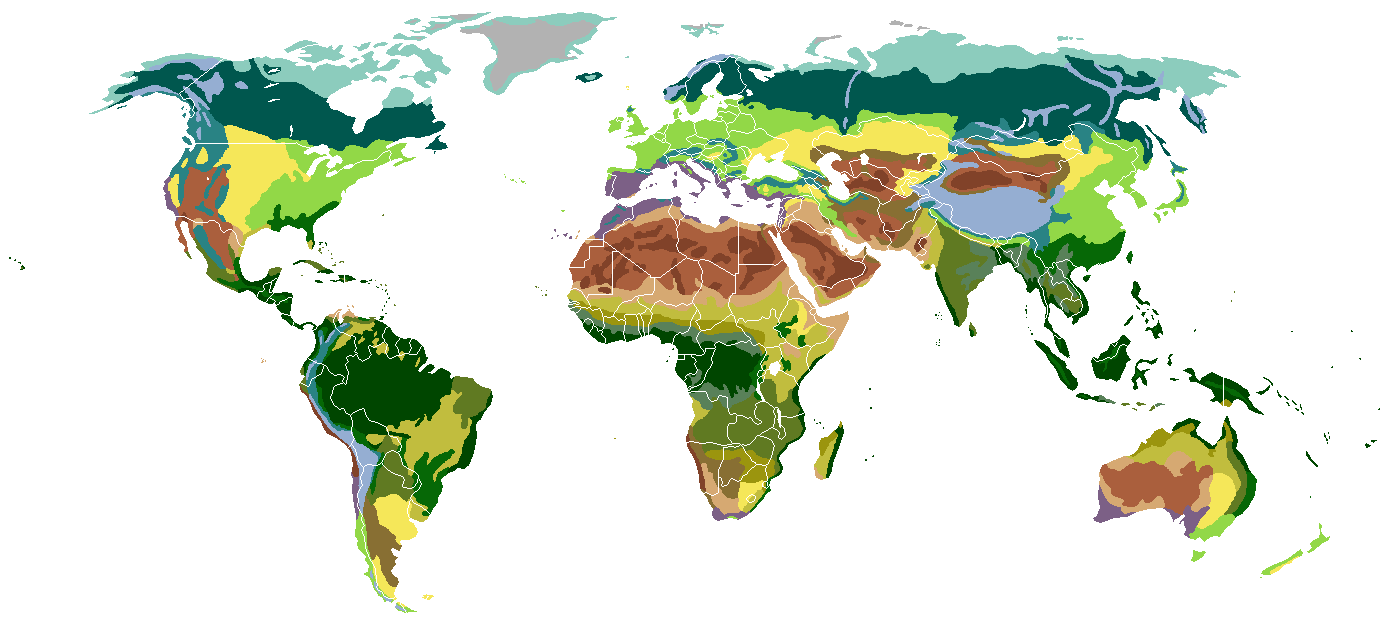
Exemple de cartographie de la végétation terrestre.
Inlandsis et déserts polaires
Toundra
Taïga
Forêts feuillues caducifoliées tempérées
Prairies
Forêts sempervirentes subtropicales
Forêts sempervirentes méditerranéennes
Forêts de mousson
Déserts arides
Déserts et broussailles xérophytes
Steppe aride
Déserts semi-arides
Savanes
Savanes et forêts claires
Forêts tropicales caducifoliées
Forêts sempervirentes équatoriales
Toundra alpine
Forêts de montagne

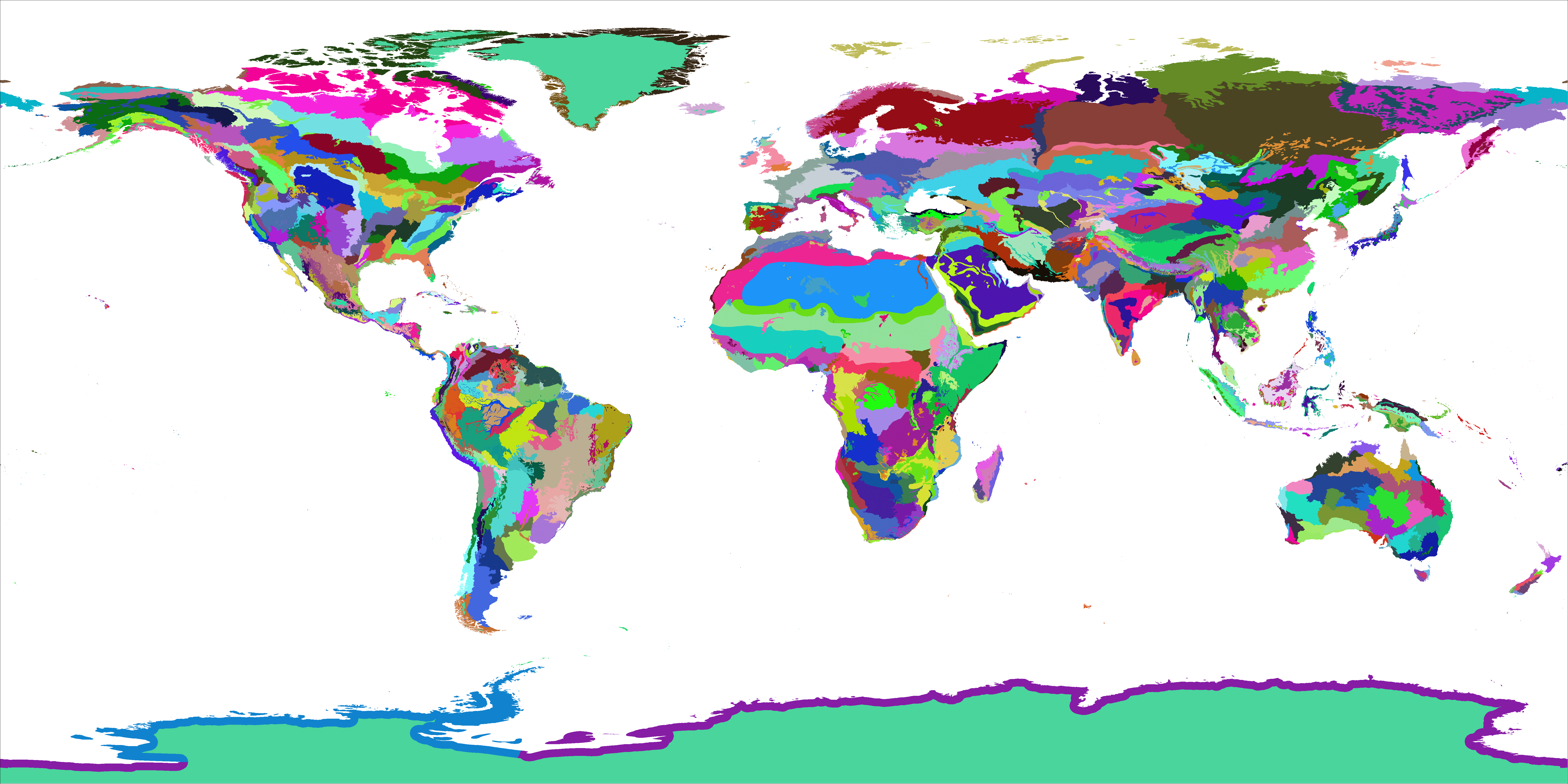
Les 825 écorégions terrestres du WWF.

Une écorégion ou région écologique est une zone géographique assez large se distinguant par le caractère unique de sa géomorphologie, de sa géologie, de son climat, de ses sols, de ses ressources en eau, de sa faune et de sa flore. Plusieurs organismes internationaux ont établi des listes d'écorégions, le Fonds mondial pour la nature (WWF), la Commission de coopération environnementale d'Amérique du Nord, la DMEER européenne, la National Oceanic and Atmospheric Administration des États-Unis. Les zones désignées par chacun de ces organismes ne doivent pas être confondues car ils n'utilisent pas le même critère de désignation.

## Écorégions selon le WWF
Le Fonds mondial pour la nature (WWF) définit l'écorégion comme « une unité étendue de terre ou d'eau qui contient un assemblage d'espèces, de communautés naturelles et de conditions environnementales qui se distingue au plan géographique ». En se basant sur de nombreux travaux biogéographiques et en collaboration avec plusieurs organismes œuvrant dans le domaine de la conservation de la nature, les chercheurs de l'organisation ont élaboré une cartographie globale des écosystèmes planétaires.
Au terme de la démarche, 867 écorégions terrestres, 426 écorégions d'eau douce et 232 écorégions marines ont été définies. Parallèlement, le projet « Global 200 » a sélectionné 238 unités (à partir d'une ou plusieurs écorégions) parmi les trois systèmes pour établir une liste des régions les plus représentatives au niveau biologique et donc prioritaires en matière de conservation.

### Écorégions terrestres
Les écorégions terrestres sont classées en huit écozones et quatorze biomes.

### Écorégions d'eau douce
Les écorégions d'eau douce ont été formellement établies en 2008 en collaboration avec l'organisation américaine The Nature Conservancy. Elles résultent de la division de la surface de la planète en fonction des différents écosystèmes d'eau douce qui la recouvrent et sont classées en 8 zones géographiques (Amérique du Nord, Amérique centrale, Amérique du Sud, Europe & Moyen-Orient, Afrique & Madagascar, Asie du Nord, Asie du Sud et Australie & Pacifique) et en 12 « types majeurs d'habitat » qui sont l'équivalent des biomes terrestres :

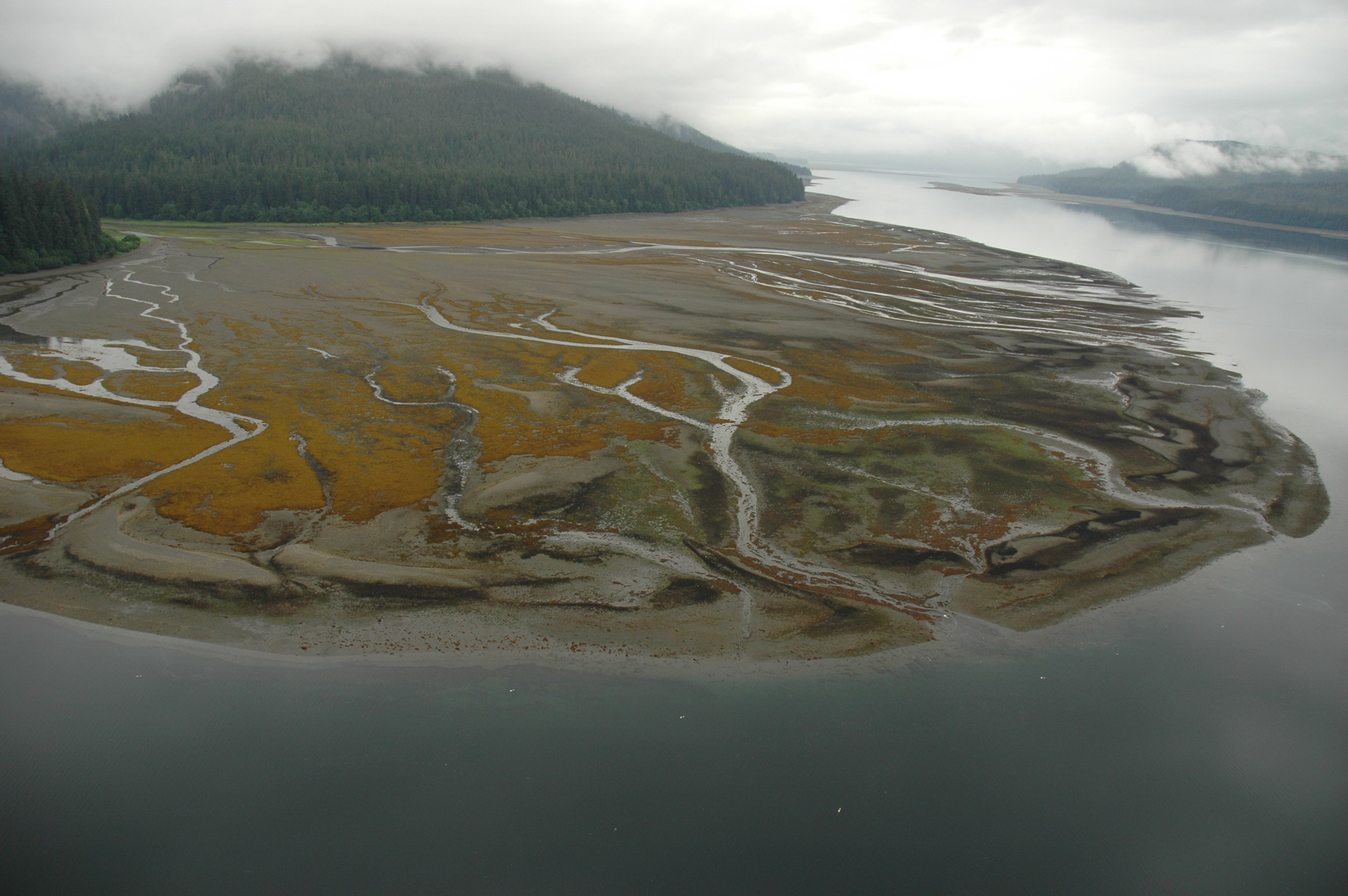
Zone humide des berges d'un fleuve en Alaska.

1. Les « grands lacs » sont dominés par les grands systèmes lentiques. Les écosystèmes de ces régions peuvent inclure des rivières et diverses zones humides périphériques en plus des lacs eux-mêmes. Ils comprennent les grands lacs des latitudes tropicales, tempérées et polaires, comme le Baïkal en Sibérie ou le Malawi en Afrique, ainsi que les « mers » intérieures comme la mer d'Aral ou la Caspienne[5] ;
2. Les « deltas des grands fleuves » comprennent les régions de delta qui possèdent des caractéristiques environnementales (comme l'influence des marées) et une faune distinctes de celles observées en amont du fleuve. C'est par exemple le cas du Niger ou du Mékong, mais pas celui du Mississippi[5] ;
3. Les « eaux douces polaires » incluent les fleuves dont l'intégralité du bassin versant est situé dans la zone polaire, comme c'est le cas de la Léna en Sibérie ou du Yukon en Alaska[5] ;
4. Les « eaux douces d'altitude » rassemblent les ruisseaux ou les rivières peu profondes d'altitude à courant rapide, ainsi que les systèmes de lacs ou de zones humides de haute montagne. Les conditions climatiques et la typologie de ces milieux varient peu en fonction de la latitude[5] ;
5. Les « rivières côtières tempérées » regroupent les bassins côtiers de nombreux cours d'eau des latitudes tempérées. Ces écorégions sont caractérisées par les écosystèmes fluviaux, mais peuvent également comprendre de petits lacs et des lagunes. Cet habitat englobe également les milieux insulaires qui réunissent ces caractéristiques[5] ;
6. Les « rivières à plaines inondables et zones humides tempérées » sont dominées par un unique système fluvial, qui inclut le bassin principal du fleuve et les sous-bassins qui lui sont associés et qui est caractérisé (ou qui l'a été historiquement) par un lit d'inondation cyclique. Ces écorégions peuvent également comprendre des zones humides composées de deltas intérieurs, de marais et de marécages associés au système principal[5] ;
7. Les « rivières de plateau tempérées » comprennent les cours d'eau sans plaine d'inondation des latitudes tempérées, y compris les affluents des grands fleuves[5] ;
8. Les « rivières côtières tropicales et subtropicales » sont l'équivalent des « rivières côtières tempérées » aux latitudes tropicales et subtropicales[5] ;
9. Les « rivières à plaines inondables et zones humides tropicales et subtropicales » sont l'équivalent des « rivières à plaines inondables et zones humides tempérées » aux latitudes tropicales et subtropicales[5] ;
10. Les « rivières de plateau tropicales et subtropicales » sont l'équivalent des « rivières de plateau tempérées » aux latitudes tropicales et subtropicales[5] ;
11. Les « eaux douces xériques et bassins endoréiques » regroupent les systèmes aquatiques endoréiques ou situés dans les zones arides, semi-arides ou sub-humides sèches. Ils abritent une faune adaptée aux régimes d'inondation éphémères et intermittents et à la variation saisonnière du niveau des eaux. De tels systèmes sont observés dans les régions du Nil inférieur en Égypte ou de la Vallée de la Mort aux États-Unis[5] ;
12. Les « îles océaniques » sont constituées d'îles entièrement entourées d'eau et isolées des autres masses terrestres d'importance. Elles sont caractérisées par des biotes d'eau douce issus d'ancêtres marins[5].

Une notion proche récemment développée, notamment en Europe dans le contexte de la directive-cadre sur l'eau est celle d'hydro-écorégion,,,.

### Écorégions marines

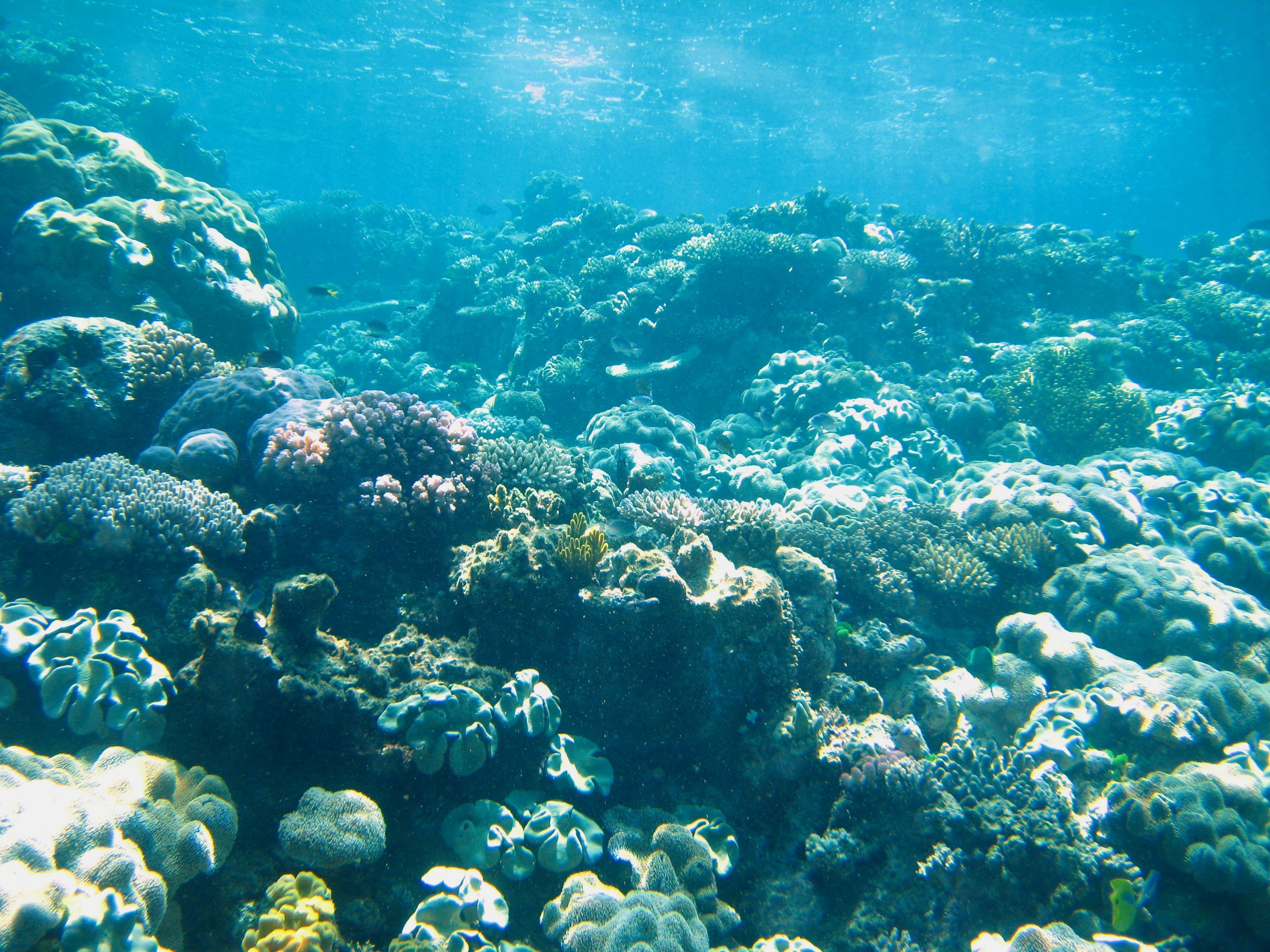
Les récifs coralliens constituent un aspect important de l'équilibre des écosystèmes côtiers tropicaux - et un défi majeur pour les programmes œuvrant à leur conservation.

Les écorégions marines ont été formellement établies en 2007 à l'issue d'une collaboration entre le WWF,The Nature Conservancy (TNC), la convention de Ramsar, l'Union internationale pour la conservation de la nature (UICN) et le programme des Nations unies pour l'environnement (UNEP). Ce système de biorégionalisation est avant tout centré sur les eaux côtières et regroupe les écosystèmes des zones néritiques et benthiques peu profondes. Ces régions abritent effectivement une part importante de la biodiversité marine et sont l'objet de menaces et d'exploitation par l'humain largement supérieures à celles qui planent sur la zone pélagique. Contrairement aux écorégions terrestres et d'eau douce, les écorégions marines n'ont pas de limites spatiales nettes : elles s'étendent, par convention, sur les eaux côtières de profondeur inférieure à 200 m et jusqu'à 200 milles marins (370 km) au large. De même, leurs frontières s'étendent loin à l'intérieur des terres, afin de s'assurer l'inclusion de tout le littoral et de la totalité des systèmes d'estuaires ou de lagunes qui peuvent dériver de sources cartographiques différentes. Finalement, la classification proposée reconnait 12 « royaumes » divisés en 62 « provinces », lesquelles regroupent un total de 232 écorégions couvrant la globalité des systèmes côtiers de la planète.
Royaumerégion très étendue de l'océan côtier, benthique ou pélagique, à travers laquelle les biotes présentent une cohérence interne importante aux niveaux taxonomiques élevés, à la suite d'une histoire évolutive commune et unique. Les royaumes montrent des niveaux élevés d'endémisme et comptent de nombreux taxons uniques aux niveaux des genres et des familles. Les facteurs à l'origine du développement unique de ces biotes comprennent la température de l'eau, l'isolement historique à grande échelle et la proximité du benthos.
Provincevaste zone définie par la présence de biotes distincts qui partagent une certaine cohésion au niveau de leur histoire évolutive. Les provinces montrent un certain niveau d'endémisme, principalement au niveau des espèces. Bien que l'isolement historique joue un rôle, nombre de ces biotes sont apparus à la suite de facteurs abiotiques comme les caractéristiques géomorphologiques (île ou plateau continental isolés, mer semi-fermée), hydrographiques (courants, remontées d'eau, dynamique glaciaire) ou géochimiques (salinité) de leur environnement.
Écorégiondomaine dont la composition en espèces est relativement homogène et clairement distincte des systèmes adjacents. Cette composition est susceptible d'être déterminée par la prédominance d'un petit nombre d'écosystèmes, ainsi que par certaines caractéristiques océanographiques ou topographiques. Les facteurs biogéographiques définissant les écorégions varient d'un endroit à l'autre et comprennent l'isolement géographique, les remontées d'eau, les apports en nutriments, l'afflux d'eau douce, les régimes de température et de glaciation, les sédiments, les courants et la complexité bathymétrique.

## Écorégions selon la CCE
Le Canada, le Mexique et les États-Unis d'Amérique, au sein de la Commission de coopération environnementale (CCE) de 1997, fournissent un cadre, nommé « régions écologiques d'Amérique du Nord », qui peut être utilisé par les organismes gouvernementaux, des ONG, les universitaires et chercheurs comme une base pour l'analyse des risques, la gestion des ressources et l'étude environnementale de l'écosystème du sous-continent.
Les écorégions sont identifiées par similitudes géologique, physiographique, de végétation, de climat des sols, de l'utilisation des sols, de la distribution de la faune, et de l'hydrologie.
Le système de classification comporte quatre niveaux qui se subdivisent entre eux. Ainsi le niveau I d'analyse divise l'Amérique du Nord en 15 grandes écorégions, le deuxième en 52 sous-écorégions, le troisième en 182 écozones,, le quatrième en plus petites zones encore. L'Agence de protection de l'environnement des États-Unis (EPA) utilise pour les États-Unis ces écorégions. À titre de comparaison, même si les objectifs de la CCE sont différents de ceux du WWF, pour les États-Unis, la liste d'écorégions de niveau III de l'EPA compte 120 entrées alors que celle du WWF n'en compte que 50.
Le système des large marine ecosystems (LMEs) a été développé par la National Oceanic and Atmospheric Administration (NOAA). À une large échelle, les écosystèmes marins sont l'équivalent des écorégions pour les mers et les océans.